# Canton de L'Ajoupa-Bouillon
Le canton de L'Ajoupa-Bouillon est une ancienne division administrative française située dans la collectivité de  la Martinique (département et la région d'outre-mer)

## Géographie
En Martinique, le canton de L'Ajoupa-Bouillon correspondait à la seule commune de L'Ajoupa-Bouillon dans l'arrondissement de La Trinité.

## Histoire
À la suite des élections territoriales de décembre 2015 concernant la collectivité territoriale unique de Martinique, le conseil régional et le conseil général sont remplacés par l'assemblée de Martinique. De fait, les cantons disparaissent.

## Administration
| Période                                                 | Période       | Identité          | Étiquette          | Qualité                                                                                                |
| ------------------------------------------------------- | ------------- | ----------------- | ------------------ | --- |
| 1958                                                    | 1970          | Aristide Ductor   | SFIO               | Médecin Maire de L'Ajoupa-Bouillon (1947-1971)                                                         |
| 1970                                                    | 1976          | Marc Vénus        | DVG puis Centriste | |
| 1976                                                    | 2001          | Édouard Jean-Élie | PPM                | Professeur d'espagnol Maire de L'Ajoupa-Bouillon (1971-1995)                                           |
| 2001                                                    | décembre 2015 | Maurice Bonté     | DVD                | Directeur d'école Vice-président du conseil général (2011-2015) Maire de L'Ajoupa-Bouillon depuis 1995 |
| Les données antérieures ne sont pas encore mentionnées. |               |                   |                    | |

## Composition
Le canton de L'Ajoupa-Bouillon se composait uniquement de la commune de L'Ajoupa-Bouillon et comptait 1 788 habitants (population municipale) au 1er janvier 2012,.

## Démographie
| 1961 | 1967  | 1974  | 1982  | 1990  | 1999  | 2006  | 2009  | 2012  |
| ---- | ----- | ----- | ----- | ----- | ----- | ----- | ----- | ----- |
| -    | 1 855 | 1 864 | 1 731 | 1 739 | 1 761 | 1 627 | 1 723 | 1 788 |